# Bazolles
Bazolles est une commune française située dans le département de la Nièvre, en région Bourgogne-Franche-Comté.

## Géographie

### Localisation
Bazolles est située au cœur du département de la Nièvre, dans la dépression du Bazois à l'ouest du Morvan.
Le village est traversé par le canal du Nivernais qui relie l'Yonne à la Loire. Servant autrefois au transport du bois du Morvan vers Paris, le canal est aujourd'hui utilisé pour la navigation de plaisance. Il est alimenté par les étangs de Vaux et de Baye situés en partie sur le territoire de la commune de Bazolles. Ces deux plans d'eau attirent les pêcheurs et les amateurs de voile.

### Hydrographie
- l'Alnain ;
- l'Aron ;
- le Canal du Nivernais ;
- la rigole d'Aron ;
- le rio Picard ;
- le ruisseau de Meure ;
- l'étang de Baye.

### Villages, hameaux, lieux-dits, écarts
Baye, la Bretonnière, Bussière, Champ Tournet, le Grand Jailly, Jailly le Petit, Meuré le Grand, Mougny, Poujeux (limitrophe avec Crux-la-Ville), Selins.

### Climat
Pour des articles plus généraux, voir Climat de la Bourgogne-Franche-Comté et Climat de la Nièvre.
En 2010, le climat de la commune est de type climat océanique dégradé des plaines du Centre et du Nord, selon une étude du Centre national de la recherche scientifique s'appuyant sur une série de données couvrant la période 1971-2000. En 2020, Météo-France publie une typologie des climats de la France métropolitaine dans laquelle la commune est exposée à un climat océanique altéré et est dans la région climatique  Centre et contreforts nord du Massif Central, caractérisée par un air sec en été et un bon ensoleillement.
Pour la période 1971-2000, la température annuelle moyenne est de 11,2 °C, avec une amplitude thermique annuelle de 16,4 °C. Le cumul annuel moyen de précipitations est de 900 mm, avec 12,4 jours de précipitations en janvier et 8,4 jours en juillet. Pour la période 1991-2020, la température moyenne annuelle observée sur la station météorologique de Météo-France la plus proche, « Lormes_sapc », sur la commune de Lormes à 22 km à vol d'oiseau, est de 11,2 °C et le cumul annuel moyen de précipitations est de 1 071,3 mm. 
La température maximale relevée sur cette station est de 40,7 °C, atteinte le 25 juillet 2019 ; la température minimale est de −18,1 °C, atteinte le 12 janvier 1987,,.
Les paramètres climatiques de la commune ont été estimés pour le milieu du siècle (2041-2070) selon différents scénarios d'émission de gaz à effet de serre à partir des nouvelles projections climatiques de référence DRIAS-2020. Ils sont consultables sur un site dédié publié par Météo-France en novembre 2022.

## Urbanisme

### Typologie
Au 1er janvier 2024, Bazolles est catégorisée commune rurale à habitat très dispersé, selon la nouvelle grille communale de densité à sept niveaux définie par l'Insee en 2022.
Elle est située hors unité urbaine et hors attraction des villes,.

### Occupation des sols
L'occupation des sols de la commune, telle qu'elle ressort de la base de données européenne d’occupation biophysique des sols Corine Land Cover (CLC), est marquée par l'importance des territoires agricoles (78,4 % en 2018), une proportion identique à celle de 1990 (78,4 %). La répartition détaillée en 2018 est la suivante : prairies (45,8 %), terres arables (32,6 %), forêts (17,3 %), eaux continentales (2,6 %), zones urbanisées (0,9 %), espaces verts artificialisés, non agricoles (0,8 %). L'évolution de l’occupation des sols de la commune et de ses infrastructures peut être observée sur les différentes représentations cartographiques du territoire : la carte de Cassini (XVIIIe siècle), la carte d'état-major (1820-1866) et les cartes ou photos aériennes de l'IGN pour la période actuelle (1950 à aujourd'hui).

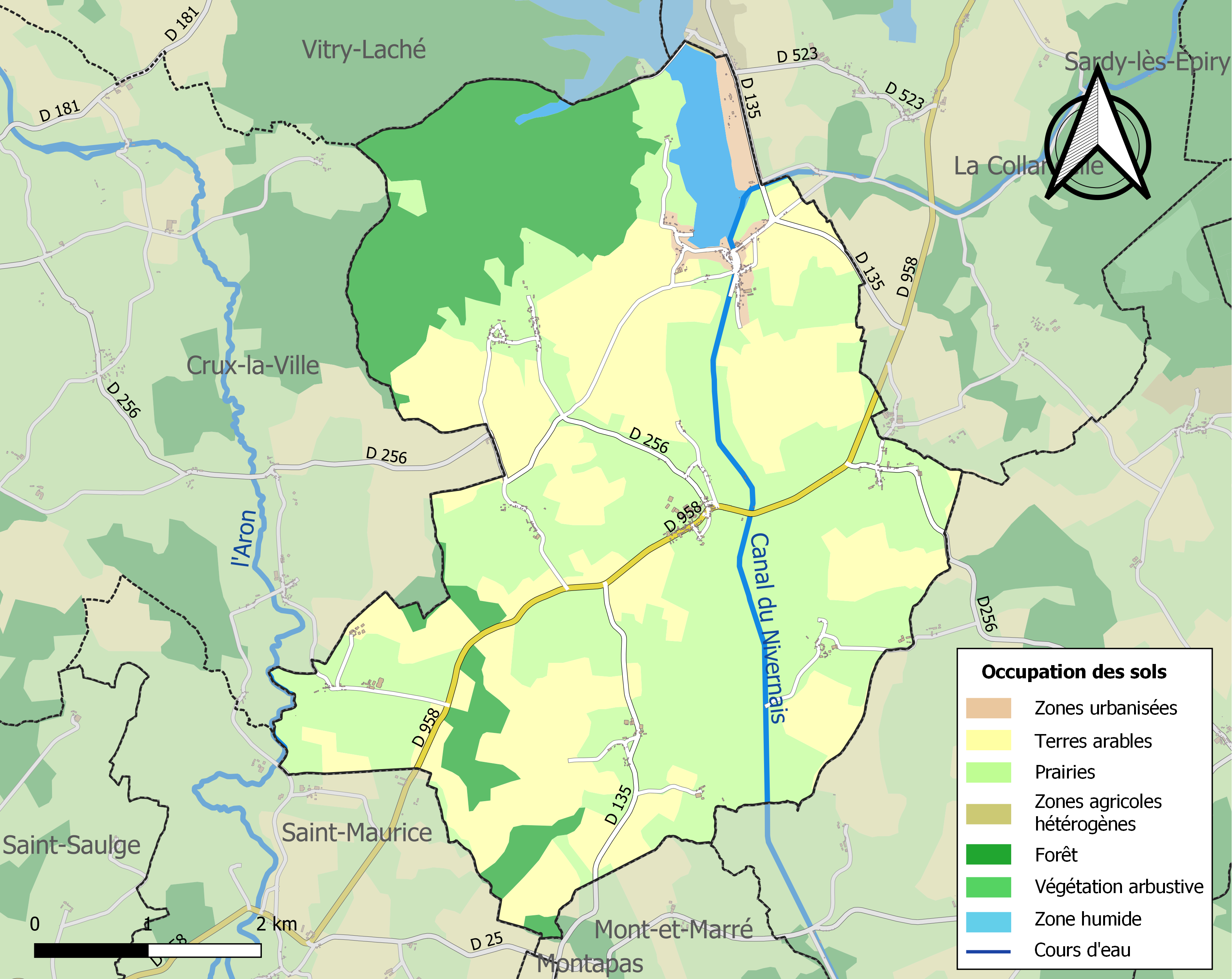
Carte des infrastructures et de l'occupation des sols de la commune en 2018 (CLC).

## Toponymie
Bazolles : viendrait du latin basus (bas), la commune, tout comme le Bazois dans son ensemble, se situant en contrebas du Morvan à l'est et du massif de Saint-Saulge à l'ouest.
La première mention du lieu remonte au XIIe siècle : Ecclesia de Bazollis (1130), Ecclesia de Bazolis (1229), Bazolium (1287), Baseules (1399), Bazoules (1457), Cura de Bazolliis (1478), Bazole (1485), Baszeulle (1564), Basole (1673).

## Histoire
En 2003, La commune de Bazolles accueille le sprint intermédiaire de la 5e étape du Tour de France 2003 (Troyes-Nevers). Sprint intermédiaire remporté par Laszlo Bodrogi devant Nicolas Jalabert et Jens Voigt,.

## Politique et administration
| Période                                  | Période   | Identité                                                      | Étiquette | Qualité       |
| ---------------------------------------- | --------- | ------------------------------------------------------------- | --------- | ------------- |
| 1815                                     | 1887      | André Cornu                                                   |           |               |
| 1887                                     | 1892      | Sauveur de la Chapelle                                        |           |               |
| 1892                                     | 1897      | Clément Julien                                                |           |               |
| 1898                                     | 1904      | Antoine Cornu                                                 |           |               |
| 1904                                     |           | Philibert Daviot                                              |           |               |
| avant 1995                               | ?         | Henri Mathé                                                   |           |               |
| mars 2001                                | mars 2008 | Henri Mathé (décédé en cours de mandat) puis Francette Dubois |           |               |
| mars 2008                                | en cours  | Jocelyne Baroin                                               | DVD       | Fonctionnaire |
| Les données manquantes sont à compléter. |           |                                                               |           |               |

André Cornu fut le doyen des maires de France. Nommé maire en 1815 il a exercé ses fonctions durant 72 ans. Deux jours avant sa mort il présidait une séance du conseil municipal.

## Démographie
L'évolution du nombre d'habitants est connue à travers les recensements de la population effectués dans la commune depuis 1793. Pour les communes de moins de 10 000 habitants, une enquête de recensement portant sur toute la population est réalisée tous les cinq ans, les populations de référence des années intermédiaires étant quant à elles estimées par interpolation ou extrapolation. Pour la commune, le premier recensement exhaustif entrant dans le cadre du nouveau dispositif a été réalisé en 2005.

En 2022, la commune comptait 284 habitants, en évolution de +0,71 % par rapport à 2016 (Nièvre : −3,28 %, France hors Mayotte : +2,11 %).
| 1793  | 1800 | 1806 | 1821 | 1831 | 1836 | 1841 | 1846 | 1851 |
| ----- | ---- | ---- | ---- | ---- | ---- | ---- | ---- | ---- |
| 1 020 | 746  | 733  | 705  | 825  | 928  | 885  | 940  | 893  |

| 1856 | 1861 | 1866 | 1872 | 1876 | 1881 | 1886  | 1891 | 1896 |
| ---- | ---- | ---- | ---- | ---- | ---- | ----- | ---- | ---- |
| 914  | 952  | 930  | 924  | 955  | 984  | 1 015 | 991  | 824  |

| 1901 | 1906 | 1911 | 1921 | 1926 | 1931 | 1936 | 1946 | 1954 |
| ---- | ---- | ---- | ---- | ---- | ---- | ---- | ---- | ---- |
| 818  | 808  | 781  | 711  | 617  | 574  | 529  | 525  | 495  |

| 1962 | 1968 | 1975 | 1982 | 1990 | 1999 | 2005 | 2006 | 2010 |
| ---- | ---- | ---- | ---- | ---- | ---- | ---- | ---- | ---- |
| 453  | 440  | 325  | 320  | 260  | 265  | 273  | 272  | 289  |

| 2015 | 2020 | 2022 | - | - | - | - | - | - |
| ---- | ---- | ---- | - | - | - | - | - | - |
| 286  | 280  | 284  | - | - | - | - | - | - |

## Économie
L'économie de la commune de Bazolles repose principalement sur l'agriculture et l'élevage, très importants dans la région. Une activité touristique existe aussi autour de l'étang de Baye, avec une base nautique et un camping municipal,.
Au 31 décembre 2020, il existe 24 établissements dans la commune (activités marchandes hors agriculture).

## Vie locale

### Enseignement
La commune dispose d'une école primaire regroupant les élèves de petite, moyenne et grande section, ainsi que les élèves de CP selon les effectifs d'une année sur l'autre. L'école fonctionne en regroupement pédagogique intercommunale (RPI) avec les communes de Crux-la-Ville et La Collancelle.
Depuis l'année 2024, la commune a pris la décision de nommer l'école selon l'une de ses figures historiques : André Cornu.

## Culture locale et patrimoine

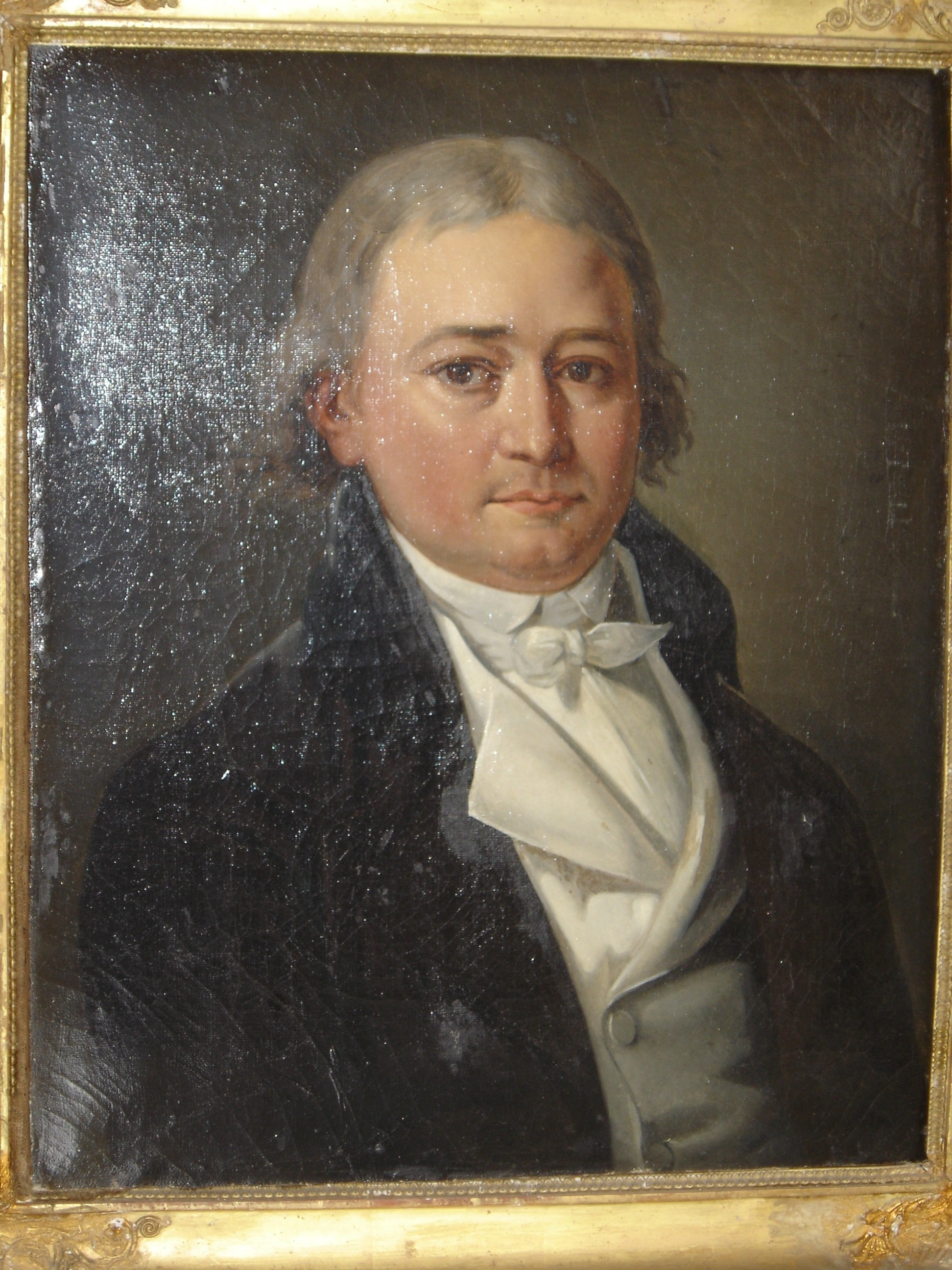
André Cornu, maire de Bazolles.

### Lieux et monuments

#### Église Saint-Symphorien,XIIeetXVIesiècles,Classée MH(1942)
De style roman, l'église Saint-Symphorien de Bazolles date du XIIe siècle, elle est remaniée au XVIe siècle. En 1727, Joseph Louverain, charpentier à Corbigny, est chargé de refaire la charpente du clocher. Une sacristie est ajoutée à l'édifice en 1855. Sur l'abside, des fresques représentent le Christ rédempteur et deux angelots, elles sont datées des XVe et XVIe siècles (elles n'ont pas été entièrement dégagées).
- Cloche de l'église Saint-Symphorien, XVIIIe siècle,  Classée MH (1943)[27]

#### Maison des Ingénieurs,XVIIIesiècle
Situé à Baye, ce pavillon, construit en 1785, servait d’habitation pour les ingénieurs lors de la construction du canal du Nivernais.